# Życie literackie

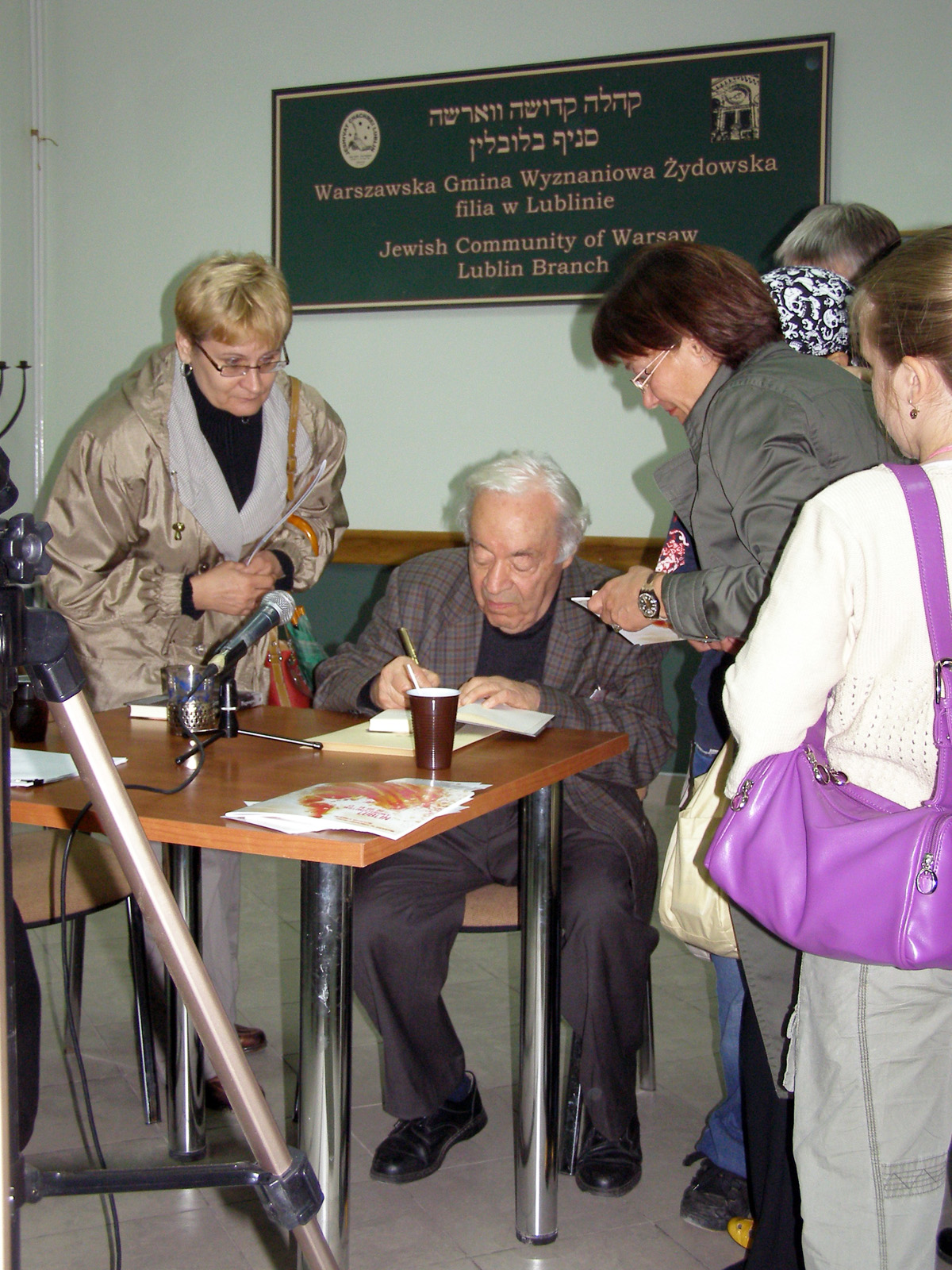
Spotkanie literackie z Józefem Henem w Lublinie

Życie literackie - całokształt bieżących zjawisk związanych z literaturą danego czasu i jej rozwojem. W jego zasięgu znajdują się pisarze i publiczność literacka oraz różne formy ich kontaktów, twórczość, jej recepcja i krytyka, czasopiśmiennictwo, ugrupowania wśród twórców i odbiorców literatury, atmosfera literacka, w której wyraża się swoiste napięcie między tradycją a nowatorstwem, dawne i nowsze formy mecenatu, współczesne organizacje zawodowe pisarzy, instytucje naukowe i wydawnicze oraz różnego rodzaju imprezy służące literaturze (konkursy, nagrody, wystawy, spotkania itp.).